# Artère interventriculaire postérieure
L'artère interventriculaire postérieure (ou artère descendante postérieure) est une artère du cœur.

## Origine
L'artère interventriculaire postérieure nait du troisième segment de l'artère coronaire droite.

## Trajet
L'artère interventriculaire postérieure suit le sillon interventriculaire postérieur jusqu'à l'apex du cœur.
Elle se ramifie sur la face inférieure du cœur en donnant de nombreux rameaux interventriculaires septaux qui irriguent le septum interventriculaire.
Au niveau de l'apex du cœur elle s'anastomose avec l'artère interventriculaire antérieure.

## Variations anatomiques
Dans les cas d'une vascularisation cardiaque à dominance gauche, elle peut naître du rameau circonflexe de l'artère coronaire gauche.
Elle peut également être alimentée par une anastomose entre l'artère coronaire gauche et droite en cas de codominance.

## Zone de vascularisation
L'artère interventriculaire postérieure vascularise le tiers postérieur du septum interventriculaire.